# Saint Clair Cemin
Saint Clair Cemin (Cruz Alta (Rio Grande do Sul), 24 september 1951) is een Braziliaanse beeldhouwer, schilder en tekenaar.

## Leven en werk
Cemin groeide op in Brazilië en studeerde van 1975 tot 1978 aan de École nationale supérieure des beaux-arts in Parijs.
Na zijn studie trok hij naar New York. Hij nam in 1989 deel aan de Whitney Biennial van het Whitney Museum of American Art in New York en aan een groepsexpositie in het Stedelijk Museum in Amsterdam. In 1991 kreeg hij een solo-expositie in het Hirshhorn Museum and Sculpture Garden in Washington D.C. en het Witte de With (Centrum voor hedendaagse kunst) in Rotterdam. In 1992 werd Cemin uitgenodigd voor deelname aan DOCUMENTA IX in de Duitse stad Kassel, in 1994 nam hij deel aan de Biënnale van São Paulo in São Paulo en in 2003 aan de Bienal do Mercosul in Porto Alegre met het werk Supercuia.
De kunstenaar woont en werkt in Brooklyn in New York.

## Werken (selectie)
- Mercury Fountain (1990), Reston Town Center in Washington D.C.
- Acme (1990), beeldenpark van het Art Museum in New Orleans
- Homage to Darwin (1991) in Miami
- Hood Ornament (1996)[2], Grounds for Sculpture in Hamilton (New Jersey)
- Pioneer (1999)[3], Beeldenpark van het Centro de Arte Contemporânea Inhotim in Brumadinho
- Yggdrasil (2000) in Bergen (Noorwegen)
- Spring (2000) - fontein/sculptuur, Båstad (Zweden)
- Open (2001) in Schaumburg (Illinois)
- Supercuia (2003), 4° Bienal do Mercosul, in Porto Alegre
- Humanity (2004), Bellevue Hospital in New York